# 樂富門國際股份
樂富門國際股份有限公司，簡稱樂富門國際股份，以及樂富門國際（英語：Rothmans International plc），在1890年由路易斯·樂富門於英國白金漢群創立。

## 历史
當時業務為生產及銷售各類煙業產品，而主要品牌為在香港最為熟悉的「登喜路」，以及「樂富門」，1929年於倫敦證券交易所上市。而在1988年，大衛·施雅特寧勛爵委任董事長和首席執行官.。1996年，歷峰集團和雷伯特集團合併煙草業務，直至1999年被英美煙草收購。